# Musca clavicornis
Musca clavicornis är en tvåvingeart som först beskrevs av Forster 1770.  Musca clavicornis ingår i släktet Musca, ordningen tvåvingar, klassen egentliga insekter, fylumet leddjur och riket djur. Inga underarter finns listade i Catalogue of Life.